# Pianotolli-Caldarello
Pianottoli-Caldarello är en kommun i departementet Corse-du-Sud på ön Korsika i Frankrike. Kommunen ligger  i kantonen Figari som tillhör arrondissementet Sartène. År 2022 hade Pianottoli-Caldarello 800 invånare.

## Befolkningsutveckling
Antalet invånare i kommunen Pianottoli-Caldarello
Referens:INSEE